# Jollibee

Länder mit Jollibee-Filialen

Die Jollibee Foods Corporation (kurz Jollibee) ist ein philippinisches Fastfoodunternehmen, das verschiedene Fastfoodketten betreibt. Die größten darunter sind Jollibee, Chowking, Greenwich Pizza, Red Ribbon und Mang Inasal. Das Unternehmen ist im Philippine Stock Exchange Index an der Philippinischen Börse gelistet.
Jollibee ist die größte Fastfoodkette der Philippinen und betreibt Filialen in Brunei, Hongkong, Indonesien, Italien, Malaysia, Saudi-Arabien, Singapur, den Vereinigten Arabischen Emiraten, den Vereinigten Staaten, dem Vereinigtes Königreich und Vietnam. Mit einem Jollibee-Marktanteil von rund 65 Prozent am Fast-Food-Markt sind die Philippinen (neben Trinidad und Tobago) eins von zwei Ländern weltweit, wo es einem lokalen Anbieter gelungen ist, sich gegen McDonald’s zu behaupten und den Konkurrenten auf den zweiten Platz zu verweisen.
Der Jollibee-Gründer Tony Tan Caktiong war 2010 auf der Forbes-Liste der reichsten Filipinos 2010 mit einem Vermögen von 980 Millionen US-Dollar auf Platz 6 gelistet.

## Geschichte
1975 eröffnete Tony Tan Caktiong eine Eisdiele in Quezon City. 1978 verlagerte er sein Geschäft auf Hot Dogs aus und eröffnete in rascher Folge Filialen. 1994 übernahm Jollibee 80 Prozent von Greenwich Pizza und erwarb den Rest im Jahr 2006. Im Jahr 2000 übernahm das Unternehmen die Fastfoodkette Chowking und erweiterte seine internationalen Beteiligungen in den Folgejahren.

## Fastfoodketten
Die Jollibee Foods Corporation betreibt einige größere Fastfoodketten, die große Bekanntheit in den Philippinen haben.

### Jollibee
Jollibee ist der Namensgeber und zugleich das Hauptunternehmen im JFC-Konzern. Es handelt sich um eine Fastfoodkette nach amerikanischem Vorbild und bietet Burger und Nudelgerichte sowie philippinische Gerichte an. Das Signature Dish der Kette ist „Chicken Joy“, eine Art knusprig gebratenes Hühnerbein oder -flügel. Inklusive der Tochterunternehmen gehören rund 1800 Filialen weltweit zu dem Konzern. Der Jahresumsatz 2009 betrug etwa 990 Millionen Euro.

### Chowking
Am 1. Januar 2000 kaufte die Jollibee Food Corporation die Fastfoodkette Chowking von der Chowking Food Corporation. Chowking bietet hauptsächlich Speisen nach chinesischem Vorbild, obwohl auch Hamburger angeboten werden. Außerdem verkauft Chowking auch philippinische Gerichte wie  Halo-halo.

### Greenwich
1986 übernahm die JFC 80 Prozent von Greenwich Pizza, im Jahr 2006 übernahm Jollibee Greenwich völlig. Greenwich liefert wie ihren größten Konkurrenten Pizza Hut hauptsächlich Pizza und andere westlich-orientierte Gerichte.

### Mang Inasal
Mang Inasal (ceb. für Herr Barbecue) bietet einheimische Gerichte wie Halo-halo, Pansit, oder Sisig. Außerdem gibt es auch Gegrilltes wie Hühnerbeine (Chicken Inasal). Mang Inasal wurde dafür eingeführt, um den Filipinos außer dem westlich-orientierten Jollibee auch einheimisches Essen anzubieten. Mang Inasal ist inzwischen eine sehr populäre Marke geworden. Es existiert auch eine eigene Marke von Mang Inasal, das Ma'am Inasal (Frau Barbecue) genannt wird. Ihre Produkte sind hauptsächlich Snacks mit dem Geschmack von gegrilltem Huhn sowie Chicharon.

### Red Ribbon und Goldilock’s
Red Ribbon und Goldilock’s sind auch bekannte Marken in den Philippinen, vornehmlich für ihr Sortiment an Kuchen und anderen Backwaren. Im Gegensatz zu anderen Unternehmen im Jollibee-Verbund gibt es in Red-Ribbon-Filialen keine Tische und Stühle. Goldilock’s verkauft wie Red Ribbon Torten, hat davon aber eine kleinere Auswahl, dafür zusätzlich Brote, Suppen und Getränke. Außerdem gibt es in Goldilock’s Sitze und Tische.

### Smashburger
Im Jahr 2015 beteiligte sich JFC mit 40 % an der US-amerikanischen Schnellrestaurantkette Smashburger.